# Basavakalyan
Basavakalyan – miasto w Indiach, w stanie Karnataka. W 2011 roku liczyło 69 717 mieszkańców.